# Comté de Marion (Arkansas)
Pour les articles homonymes, voir Comté de Marion.
Le comté de Marion est un comté de l'État de l'Arkansas aux États-Unis. Au recensement de 2010, il comptait 16 653 habitants. Son siège est Yellville.

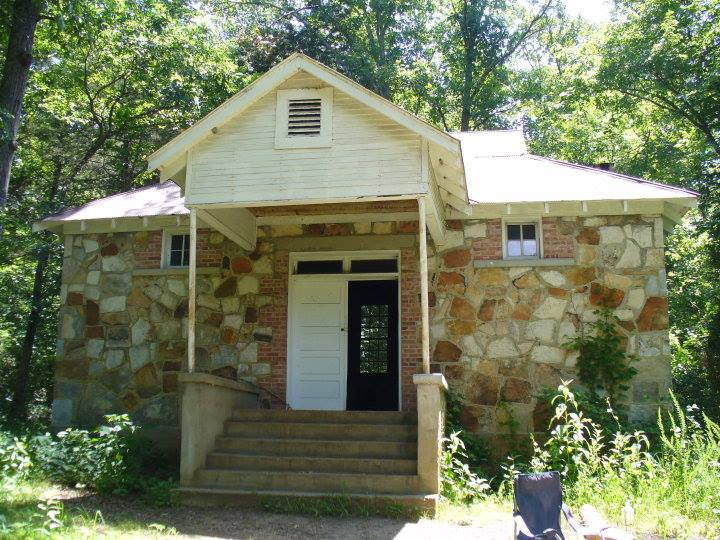
Cold Springs School.
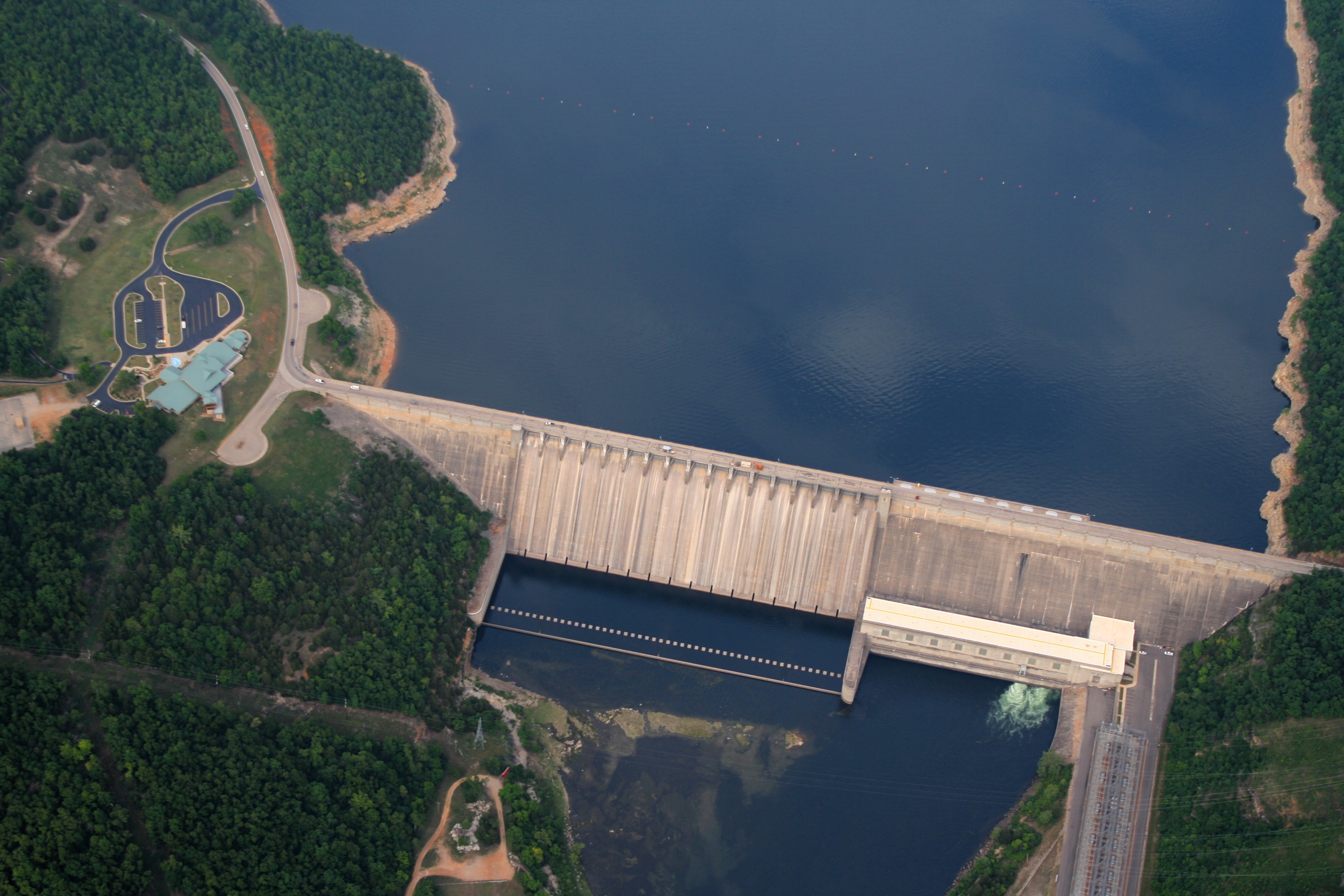
Barrage de Bull Shoals.
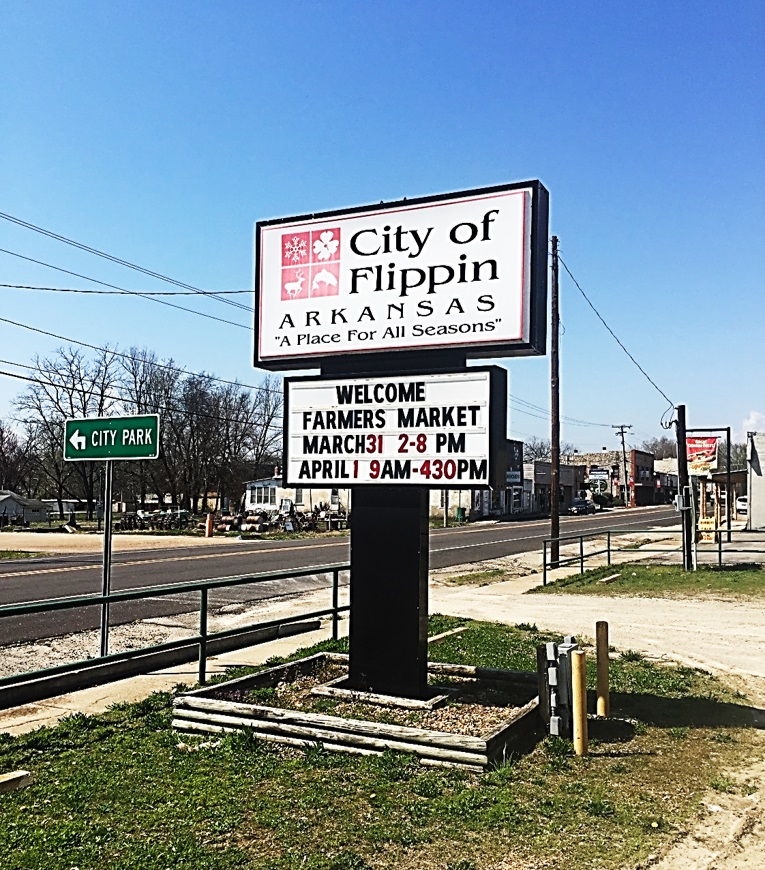
Panneau devant la mairie de Flippin.
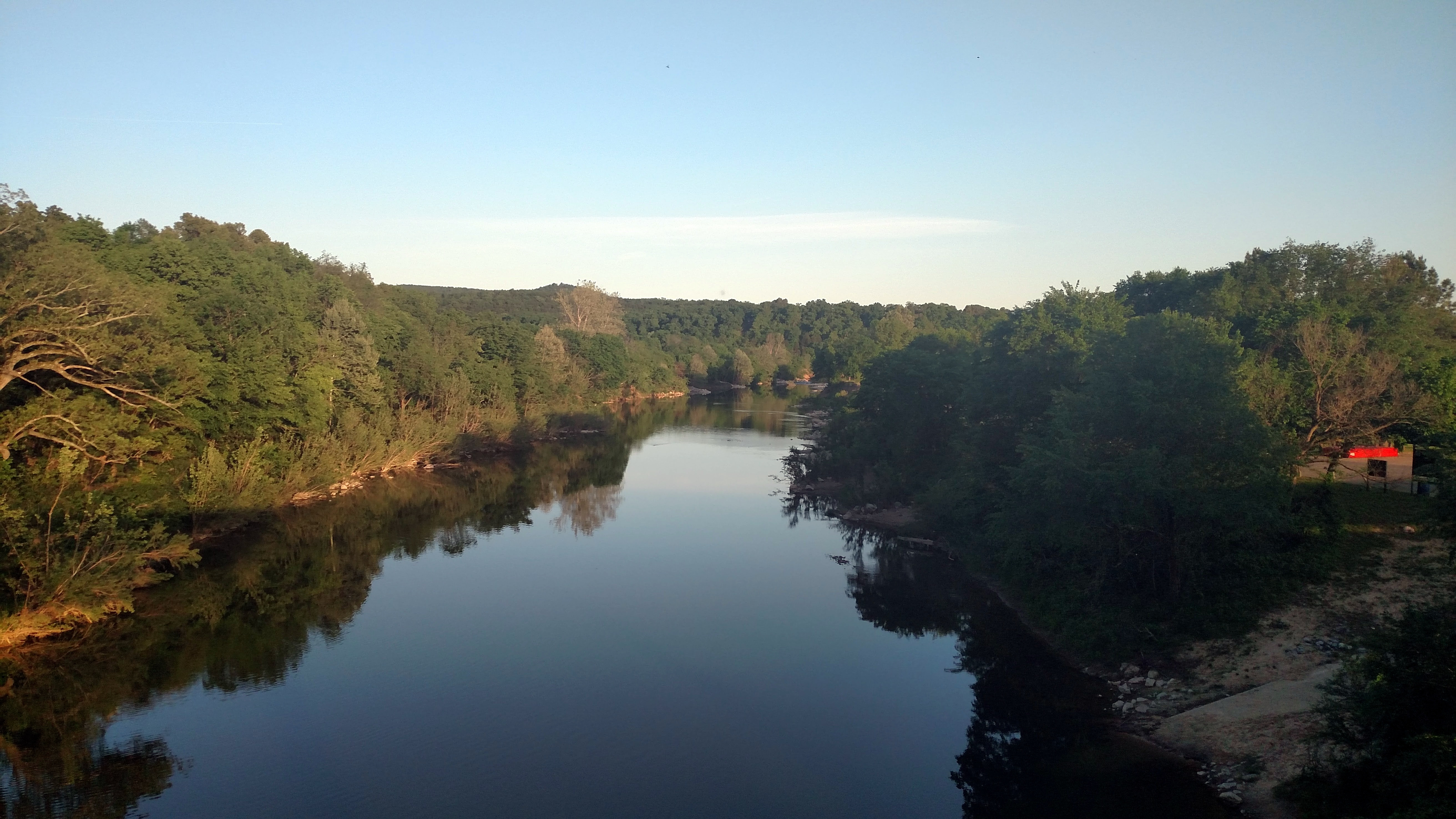
Le Crooked Creek près du parc de la ville de Yellville.

## Démographie
| 1840  | 1850  | 1860  | 1870  | 1880  | 1890   |
| ----- | ----- | ----- | ----- | ----- | ------ |
| 1 325 | 2 308 | 6 192 | 3 979 | 7 907 | 10 390 |

| 1900   | 1910   | 1920   | 1930  | 1940  | 1950  |
| ------ | ------ | ------ | ----- | ----- | ----- |
| 11 377 | 10 203 | 10 154 | 8 876 | 9 464 | 8 609 |

| 1960  | 1970  | 1980   | 1990   | 2000   | 2010   |
| ----- | ----- | ------ | ------ | ------ | ------ |
| 6 041 | 7 000 | 11 334 | 12 001 | 16 140 | 16 653 |